# Mahiedine Mekhissi-Benabbad
Mahiedine Mekhissi-Benabbad, né le 15 mars 1985 à Reims, est un athlète français, spécialiste du 3 000 mètres steeple.
Triple médaillé olympique sur 3 000 m steeple avec deux médailles d'argent en 2008 à Pékin et en 2012 à Londres, et une médaille de bronze en 2016 à Rio de Janeiro, il est quintuple champion d'Europe : sur 3 000 m steeple en 2010 à Barcelone, en 2012 à Helsinki, en 2016 à Amsterdam et en 2018 à Berlin, et sur 1 500 m en 2014 à Zurich. Il remporte également deux médailles de bronze lors des championnats du monde, en 2011 à Daegu et en 2013 à Moscou. En 2013, il devient champion d'Europe en salle du 1 500 mètres, à Göteborg, et établit par ailleurs un nouveau record d'Europe du 3 000 m steeple lors du meeting Areva de Saint-Denis en 8 min 0 s 09.
Il fait partie des sept athlètes français, avec Jean Galfione, Marie-José Pérec, Mehdi Baala, Christophe Lemaitre, Kevin Mayer et Renaud Lavillenie, à avoir obtenu des médailles européennes, mondiales et olympiques en individuel dans une seule discipline.

## Biographie

### Débuts

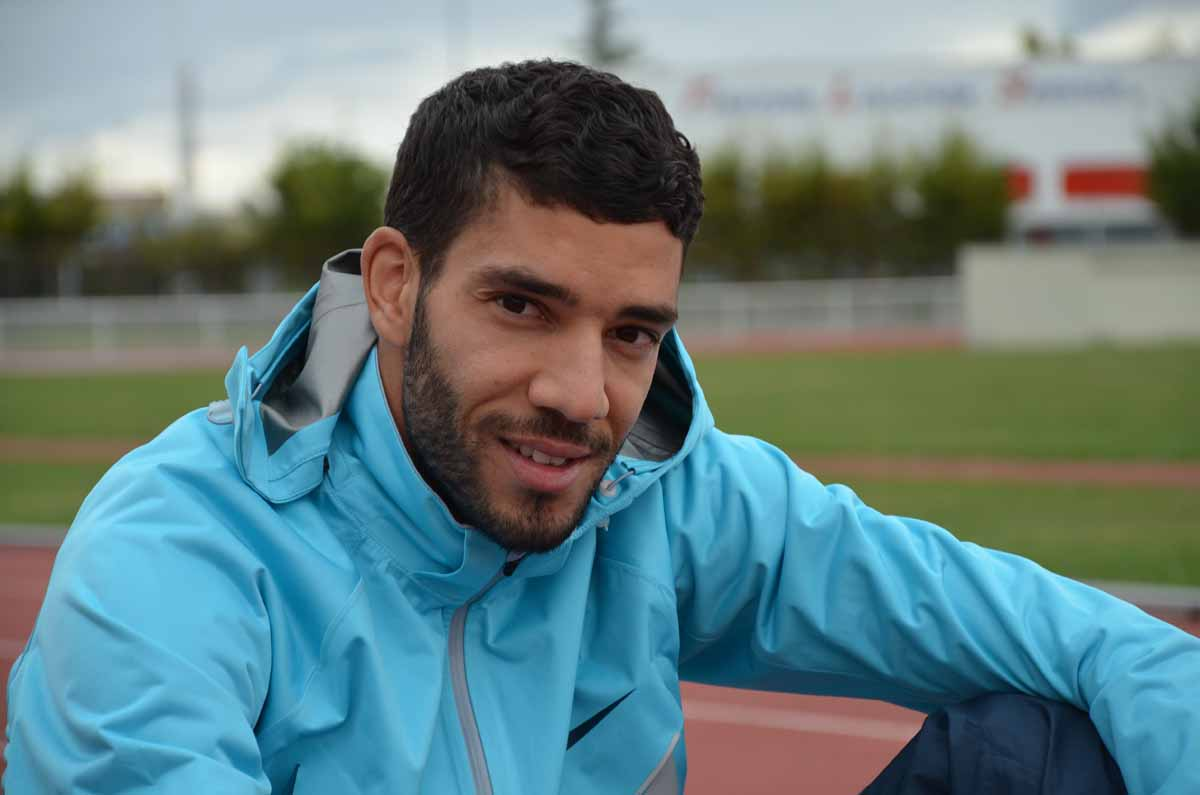
Mahiedine Mekhissi en 2013 au stade Georges Hébert

Mahiedine Mekhissi est né en 1985 à Reims. Son institutrice de CE1 remarque ses capacités hors normes et elle lui offre sa première licence d'athlétisme. Fils d'une famille originaire d'Algérie de la commune de Sig (wilaya de Mascara), il rejoint en 2006 l'INSEP à Paris. Adhérant au club du VGA Compiègne pour une période de 4 ans (de 2003 à 2006), il revient début 2007 à l'EFS Reims Athlétisme et auprès de son entraîneur Zouhir Foughali avec lequel il resta 3 ans (de 2007 à 2010).
D'abord pressenti sur le 1 500 m avec un record personnel à 3 min 35 s 06, il se spécialise ensuite sur le 3 000 m steeple avec un record de valeur internationale de 8 min 0 s 09 établi en 2013 à Paris.
Il s'allie très vite avec de nombreux sponsors, notamment avec Adidas par exemple ou encore avec Alma Athlé tour où il décroche un contrat pro. Dans le circuit pro, tout le monde constate très vite que Mahiedine est un coureur polyvalent. Très vite il va se placer comme l'un des meilleurs demi-fondeurs européens et même mondiaux par la suite.

### 2007: première sélection internationale à l'occasion des mondiaux
Au cours de la saison 2007, Mekhissi est sélectionné en équipe de France pour les Championnats du monde d'Osaka. Il est éliminé dès les séries, avec un temps de 8 min 33 s 11. Par ailleurs, il est champion d'Europe espoirs du 3 000 m steeple durant la même année.

### 2008: révélation avec une deuxième place aux Jeux olympiques
Mahiedine Mekhissi réussit les minima chronométriques pour participer aux Jeux olympiques d'été 2008. À Pékin, il se classe deuxième de sa série qualificative du 3 000 m steeple en établissant son meilleur temps de l'année en 8 min 16 s 95. En finale, le 18 août 2008, le Français ne quitte pas le peloton de tête en compagnie des autres favoris de la course. Bousculé dans le dernier tour par le Kényan Richard Mateelong après l'avant-dernière barrière, il livre un grand sprint final et se classe deuxième de la course en 8 min 10 s 49, à quinze centièmes de secondes du Kényan Brimin Kipruto, médaillé d'or. Avec cette médaille d'argent, il glane l'une des deux médailles olympiques françaises en athlétisme obtenues à Pékin (l'autre étant celle en bronze de Mehdi Baala en 1 500 m). Mekhissi est également le premier athlète à empêcher un doublé kényan sur 3 000 m steeple depuis son compatriote Joseph Mahmoud lors des Jeux de Los Angeles en 1984,.
Peu après son exploit olympique, il confirme en battant son record à Zurich le 29 août, avec une marque à 8 min 8 s 95.

### 2009: nouveau record personnel puis blessure aux championnats du monde
En 2009, Mahiedine Mekhissi porte à 8: min 06 s 98 son record personnel sur 3 000 m steeple. Toutefois, une pubalgie le contraint à l'abandon en séries des Championnats du monde, qui constituaient l'objectif majeur de sa saison.

### 2010: victoire aux championnats d'Europe

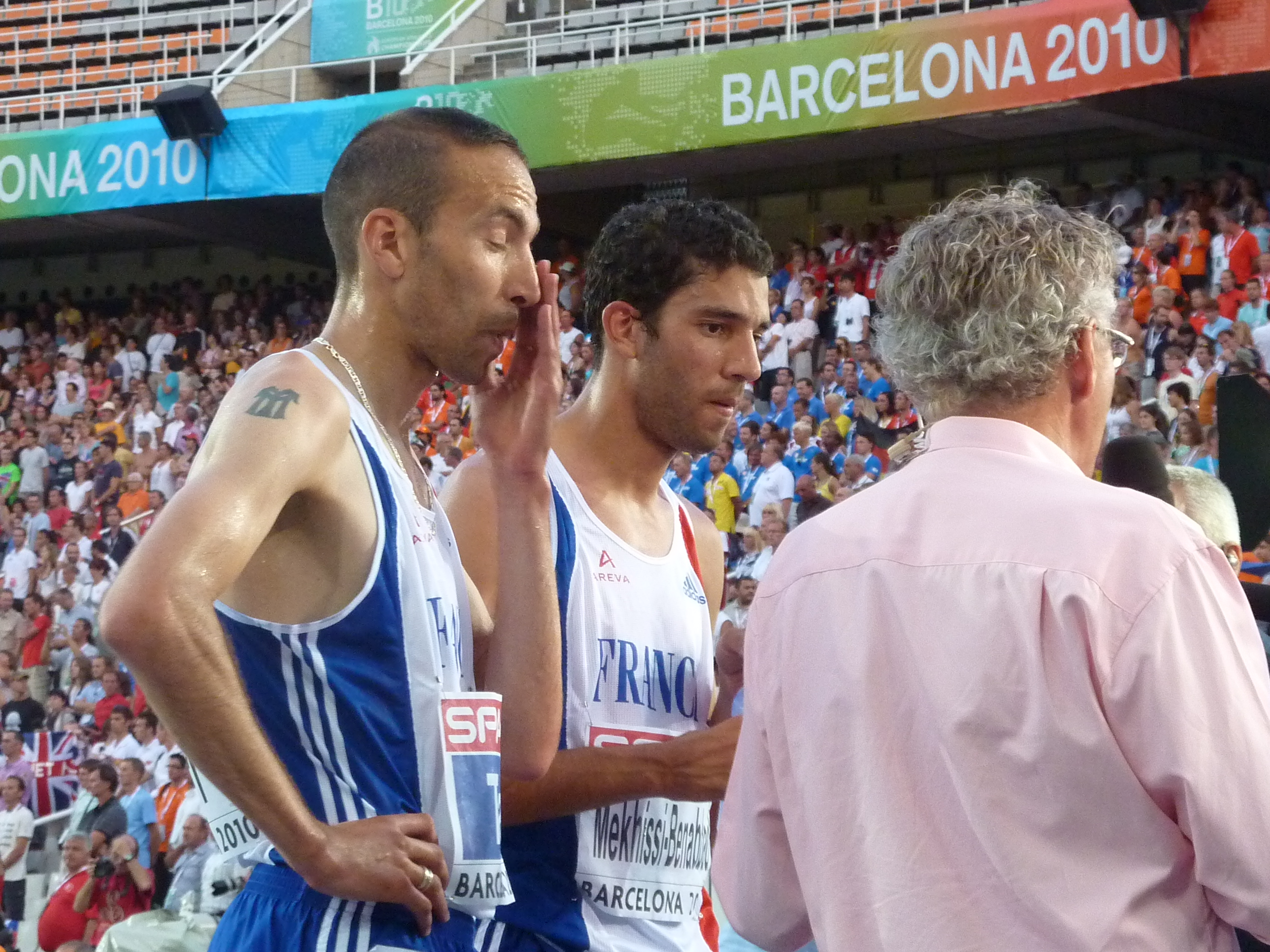
Bouabdellah Tahri et Mahiedine Mekhissi lors des Championnats d'Europe 2010 à Barcelone.

Mahiedine Mekhissi commence l'année 2010 en prenant la huitième place du 1 500 mètres des Championnats du monde en salle de Doha, au Qatar au départ d'une course très tactique se gagnant en 3 min 41 s. Le 30 juin, à Reims, il établit la meilleure performance mondiale de tous les temps sur 2 000 mètres steeple, distance peu courue au niveau international, en réalisant 5 min 10 s 68. Il améliore ainsi de près de trois secondes le temps de son compatriote Bob Tahri réalisé cinq jours auparavant.
Le 1er août 2010, lors de la dernière journée des Championnats d'Europe de Barcelone, Mahiedine Mekhissi remporte le titre continental du 3 000 m steeple dans le temps de 8 min 7 s 87 après avoir déposé le peloton dès les premiers mètres de course en compagnie de son compatriote Bouabdellah Tahri. Mahiedine Mekhissi avait été battu par Tahri le 10 juillet lors des Championnats de France de Valence lors d'une course disputée jusqu'au dernier mètre entre les deux hommes.
Le 27 août 2010, Mahiedine Mekhissi remporte le Mémorial Van Damme de Bruxelles dans le temps de 8 min 2 s 52, devant le spécialiste de la discipline Paul Kipsiele Koech, vainqueur notamment de la Ligue de diamant 2010. Améliorant de près de quatre secondes son record personnel, il échoue à près d'une seconde du record d'Europe de Bob Tahri mais s'impose enfin avec un temps de renommée internationale et s'affirme davantage dans le circuit mondial du 3 000 m steeple.
Pour ces diverses raisons, Mahiedine prendra la décision, le 15 mars 2010 précisément, de revenir s'entrainer à Reims et entame une collaboration avec Farouk Madaci.
En devenant champion d'Europe à Barcelone en 2010 sur 3 000 m steeple dans un temps de 8 min 7 s 87, en battant son record personnel sur la distance dans un temps de 8 min 2 s 52 lors du meeting de Bruxelles et enfin en réalisant la meilleure performance mondiale de tous les temps sur 2 000 m steeple en 5 min 10 s 68, Mahiedine s'affirme comme un des leaders mondiaux du demi-fond[réf. nécessaire]. Il s'approche de son record personnel sur 1 500 m (3 min 35 s 06 en 2009 lors du meeting de Rabat) en réalisant 3 min 35 s 24 à Tomblaine (Meeting Stanislas).

### 2011: première médaille aux championnats du monde
En 2011, il termine 3e de la finale du 3 000 m steeple des Championnats du monde, derrière les Kényans Ezekiel Kemboi et Brimin Kiprop Kipruto (8 min 16 s 05) et devant son compatriote Bouabdellah Tahri. Une réclamation pour gêne intentionnelle de la part de Kipruto qui s'est rabattu devant Mekhissi sur la ligne d'arrivée n'a finalement pas abouti.

### 2012: doublé européen et nouvelle médaille d'argent aux Jeux olympiques

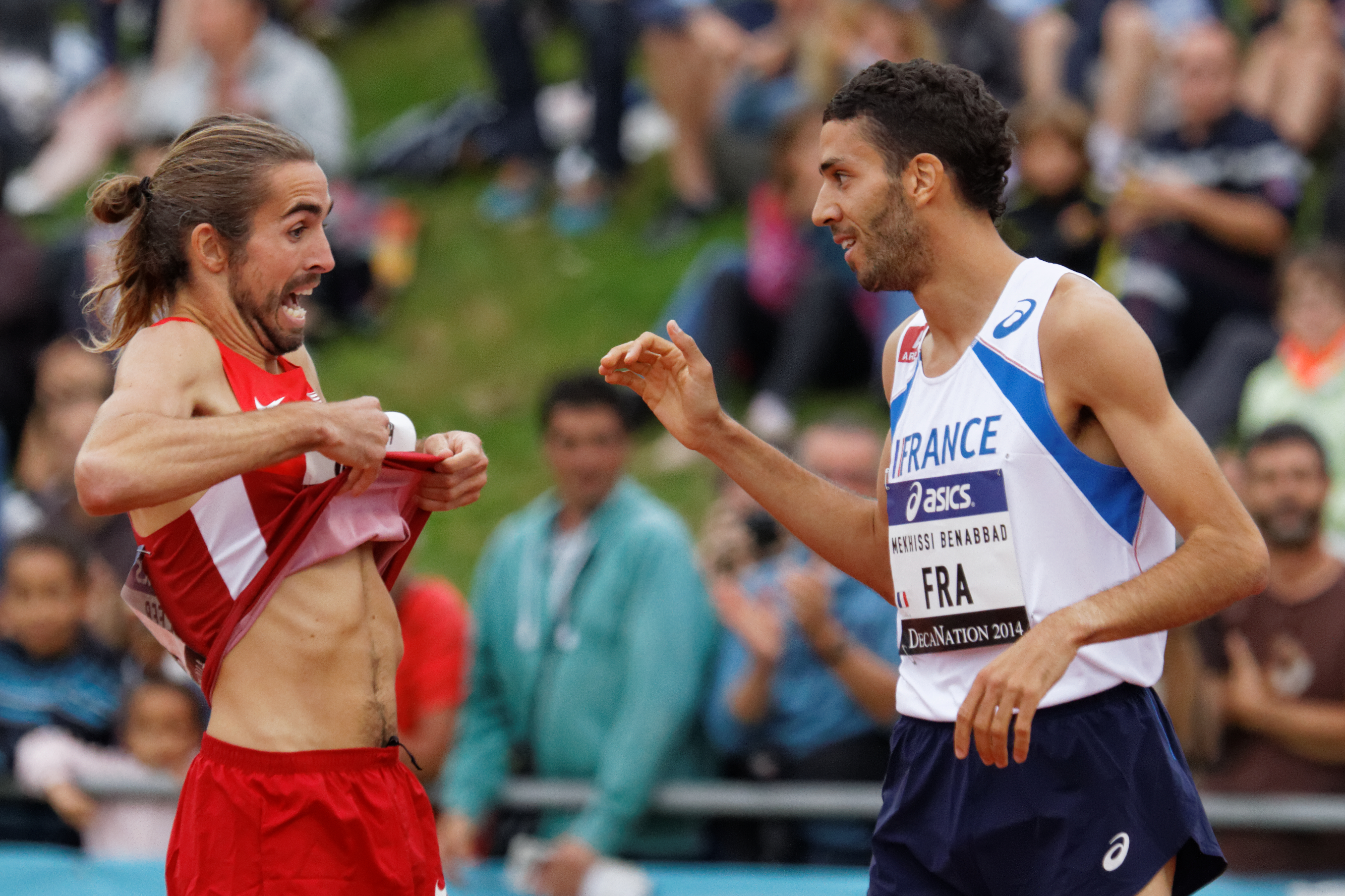
Mahiedine Mekhissi en 2014.

Aux championnats d'Europe 2012 à Helsinki, Mahiedine Mekhissi-Benabbad remporte un deuxième titre consécutif en 8 min 33 s 23 devant Tarık Langat Akdağ, égalant la performance de Bronisław Malinowski, vainqueur en 1974 et 1978.
Lors des Jeux olympiques 2012 à Londres, il obtient la médaille d'argent derrière Ezekiel Kemboi et devant Abel Mutai. Il devient ainsi le troisième athlète à monter sur deux podiums olympiques consécutifs sur 3 000 m steeple, après Volmari Iso-Hollo (1932 et 1936) et Brimin Kipruto (2004 et 2008),.

### 2013: champion d'Europe en salle, record d'Europe et nouveau podium mondial

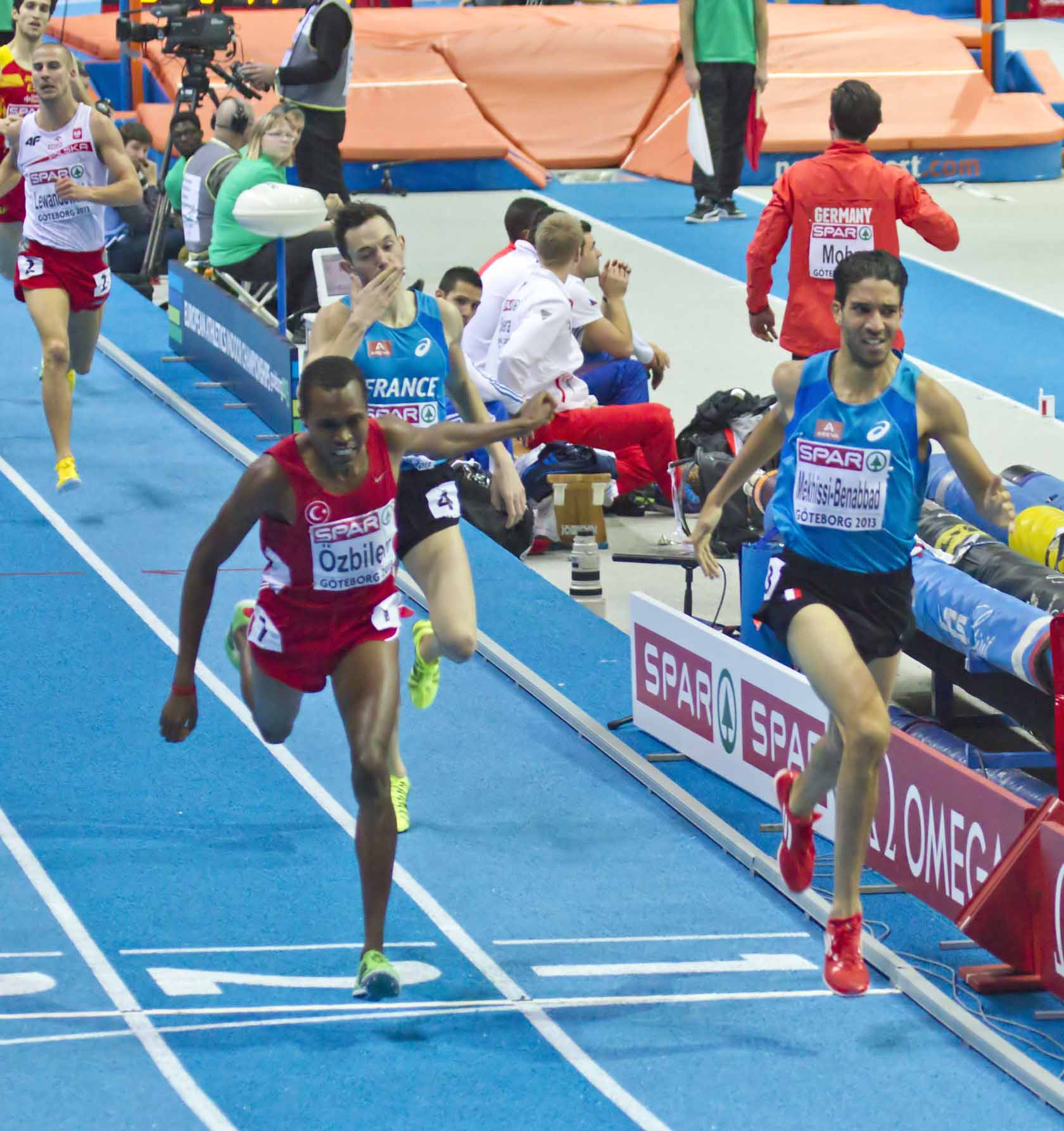
Mahiedine Mekhissi (droite) remportant la finale du 1 500 m des Championnats d'Europe en salle 2013.

Le 10 décembre 2012, Mahiedine Mekhissi-Benabbad annonce s'être séparé de son coach Farouk Madaci, et s'entraine désormais aux côtés de Philippe Dupont, manager du demi-fond à la Fédération française d'athlétisme. Aux championnats d'Europe en salle à Göteborg, il remporte le titre du 1 500 m avec un temps de 3 min 37 s 17, devançant de 5/100e le Turc Ilham Tanui Özbilen qu'il parvient à doubler au sprint final. Le Français Simon Denissel complète le podium.
Au meeting Areva le 6 juillet, il est engagé sur 3 000 mètres steeple aux côtés d'Ezekiel Kemboi, qui l'avait devancé aux Jeux olympiques l'année passée, toutefois, son but n'est pas de battre Kemboi mais plutôt le record d'Europe du 3 000 mètres steeple détenu par Bob Tahri en 8 min 1 s 18. Après avoir suivi le lièvre de la course, Mekhissi prend la tête à 400 mètres de l'arrivée. Battu par Kemboi (7 min 59 s 03) après une accélération de celui-ci dans la ligne droite, Mekhissi réalise une performance plus rapide que celle de Tahri en terminant en 8 min 0 s 09 et s'empare ainsi du record d'Europe grâce selon lui à l'aide du public mais aussi de Kemboi qui l'a encouragé sur les derniers mètres pendant alors que celui-ci terminait également sa course.
Lors des championnats du monde d'athlétisme à Moscou, il obtient une troisième place derrière Ezekiel Kemboi et Conseslus Kipruto avec une course en 8 minutes et 7 secondes. Pour Mekhissi, il s'agit de sa deuxième médaille de bronze consécutive lors des Mondiaux.

### 2014: disqualification puis médaille d'or aux championnats d'Europe

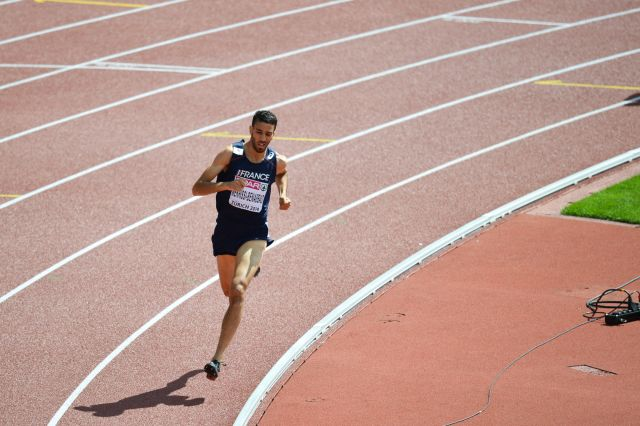
Mahiedine Mekhissi en finale du 1 500 m des Championnats d'Europe 2014, où il remporte la médaille d'or.

En finale du 3 000 m steeple des championnats d'Europe à Zurich, Mahiedine Mekhissi franchit la ligne d'arrivée en tête après avoir retiré son maillot à cent mètres environ de l'arrivée, avant la dernière barrière. Il est d'abord averti (carton jaune) puis disqualifié, à la suite d'une réclamation du camp espagnol pour avoir enfreint les règles, et doit abandonner son titre à son compatriote Yoann Kowal. Il s'aligne dès le lendemain matin en séries du 1 500 m et se qualifie pour la finale en terminant troisième de la course. Deux jours plus tard, en finale, il porte une accélération à 400 m de l'arrivée et remporte facilement l'épreuve dans le temps de 3 min 45 s 60, devant Henrik Ingebrigtsen et Chris O'Hare.

### 2015: saison blanche et forfait pour les mondiaux
Début avril 2015, il annonce avoir été opéré au pied droit au Qatar, à la suite de douleurs récurrentes. Cette blessure l'oblige à déclarer forfait pour les championnats du monde de Pékin ayant lieu en août, et donc l'empêche de courir pour une troisième médaille mondiale consécutive.

### 2016: quatrième titre européen et médaille de bronze aux Jeux olympiques

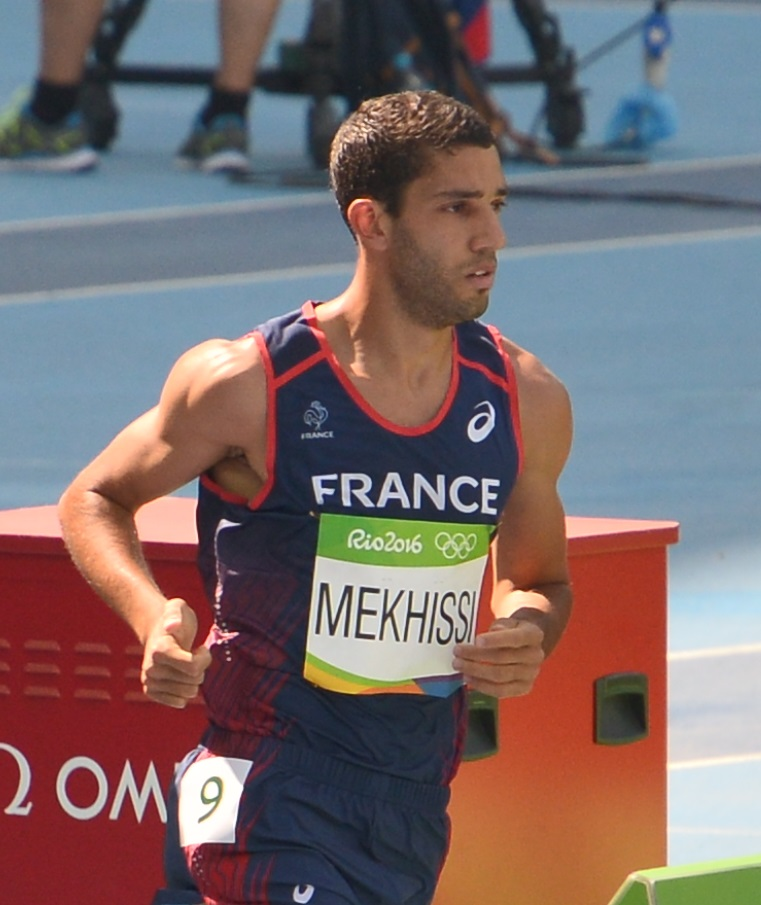
Mahiedine Mekhissi lors des Jeux olympiques de 2016, où il remporte sa troisième médaille olympique, en bronze.

Deux ans plus tard, Mekhissi décroche son 3e titre européen du 3 000 m steeple à l'occasion des Championnats d'Europe d'Amsterdam en 8 min 25 s 63, menant la course aisément et devenant triple champion d'Europe sur la distance après 2010 et 2012. C'est sa quatrième médaille d'or aux Championnats d'Europe, en y ajoutant son sacre sur 1 500 m à Zurich en 2014.
Il participe au 3 000 m steeple aux Jeux olympiques de Rio, épreuve dans laquelle il termine en 4e position, avant de porter réclamation. La réclamation disqualifie le Kényan Ezekiel Kemboi et permet à Mekhissi d'obtenir la médaille de bronze. Mekhissi devient donc le seul athlète de sa spécialité à avoir gagné trois médailles en autant de Jeux et le second athlète français après Alain Mimoun à monter sur le podium lors de trois Jeux olympiques consécutifs (1948, 1952 et 1956). Mais cette médaille ne permet pas à Mekhissi d'obtenir la reconnaissance sportive qu'elle aurait dû entraîner.
Le 9 septembre, à l'occasion du Mémorial Van Damme de Bruxelles, il établit son meilleur temps de la saison en 8 min 8 s 15.

### 2017: au pied du podium aux championnats du monde
Le 3 juin 2017, Mahiedine Mekhissi ouvre sa saison au meeting de Marseille et établit le temps de 8 min 14 s 67, le qualifiant pour les championnats du monde de Londres. L'objectif est largement rempli pour le Français qui espérait au moins descendre sous les 8 min 30. Il remporte ensuite ses deux autres sorties de l'été, à savoir les championnats d'Europe par équipes de Lille (8 min 26 s 71) et le Meeting international de Sotteville-lès-Rouen (8 min 20 s 14).
Mahiedine Mekhissi est sélectionné par la FFA sur le 1 500 m et le 3 000 m steeple pour les championnats du monde de Londres. Lors des Mondiaux, il fait son entrée sur 3 000 m steeple mais échoue à la 4e place de la finale en 8 min 15 s 80, à seulement 27 centièmes de la médaille de bronze remportée par l'Américain Evan Jager. Deux jours plus tard, sur le 1 500 m, le Français est éliminé dès les séries, ne terminant que 7e de sa course en 3 min 46 s 17.
Le 1er septembre, il termine 2e du 1 500 m du Mémorial Van Damme de Bruxelles en 3 min 39 s 42.

### 2018: cinquième titre européen à Berlin
Fin mars 2018, Mahiedine Mekhissi-Bennabad annonce son intention de réaliser le doublé 3 000 m steeple / 5 000 m aux championnats d'Europe 2018 de Berlin, en août suivant, exploit qu'aucun athlète n'a réalisé dans l'histoire des championnats. N'ayant jamais couru de 5 000 m auparavant dans sa vie, il se lance sur l'épreuve le 3 mai à Palo Alto, en Californie, et termine 5e en 13 min 20 s 53, ce qui lui permet de valider directement les minimas (fixés à 13 min 42 s) pour les championnats d'Europe.
Le 30 mai, il fait sa rentrée estivale sur le 3 000 m steeple au Golden Gala de Rome et termine 5e de la course en 8 min 16 s 97, réalisant ainsi également les minimas pour les championnats d'Europe 2018 de Berlin. Le 8 juillet, lors des championnats de France d'Albi, Mekhissi-Benabbad retrouve son titre national sur 3 000 m steeple en s'imposant en 8 min 33 s 59.
Le 9 août 2018, lors de la finale du 3 000 m aux championnats d'Europe, dans le stade olympique de Berlin, Mahiedine Mekhissi remporte son quatrième titre sur la distance en 8 min 31 s 66, après Barcelone 2010, Helsinki 2012, et Amsterdam 2016. Remportant sa cinquième médaille d'or dans ce championnat (également titré sur 1 500 m à Zurich en 2014), il devient le Français le plus titré de l'histoire, et devient l'Européen le plus titré sur sa distance. Il devance sur le podium l'Espagnol Fernando Carro (8 min 34 s 16) et l'Italien Yohanes Chiappinelli (8 min 35 s 81). Après sa victoire, il exprime sa réflexion sur une possible retraite sportive. Finalement, le 11 août, Mekhissi annonce son forfait pour la finale du 5 000 m, ne se sentant nerveusement pas prêt à courir. Ses performances dans cette compétition lui valent un hommage de la part du Stade de Reims, club de Football de sa ville natale : le 17 août, à l'occasion d'un match de Ligue 1, le SR joue avec le nom de Mahiedine Mekhissi sur ses maillots.

### 2019: opération du tendon d'Achille et forfait pour les Mondiaux
Le 4 juin 2019, le Français est opéré du tendon d'Achille droit qui le gêne depuis 2015 et déclare forfait pour les championnats du monde de Doha afin de mettre toutes les chances de son côté pour les Jeux Olympiques de Tokyo. Après un mois d'immobilisation, il effectue sa rééducation au Centre européen de rééducation du sportif (CERS) de Capbreton dans les Landes, du 19 juillet au 12 août. Il reprend la course à pied le 20 août et entame un processus d'entraînement normal à partir de mi-septembre selon son entraîneur Farouk Madaci, avant de partir en novembre pour un mois de stage à Albuquerque aux Etats-Unis. Le 8 décembre, il termine quatrième du 10 km d'Héricourt en 30 min 24 s pour sa première course depuis son opération. Toujours en phase de préparation foncière, il se classe huitième du 10 km de la corrida d'Issy-les-Moulineaux le 15 décembre en 30 min 18 s,.

### 2020 - 2021: nouvelle blessure et non-qualification pour les JO de Tokyo
À 36 ans, Mahiedine Mekhissi a pour objectif de se qualifier pour ses quatrièmes Jeux olympiques à Tokyo, lesquels ont été repoussés en 2021 en raison de la pandémie de Covid-19. N'ayant plus participé à un 3 000 m steeple depuis son titre européen à Berlin, il compte valider les minima olympiques (fixés à 8 min 22 s 00) lors des championnats de France Elite organisés à Angers le 27 juin, mais il déclare forfait la veille de la course en raison d'un début de contracture ressenti à l'entraînement. Le Français joue sa qualification olympique en Espagne lors du meeting de Castellon deux jours plus tard, mais il abandonne finalement après environ 1 000 mètres. Après la course, son entraîneur Farouk Madaci révèle que Mekhissi avait été opéré de l'autre tendon d'Achille en juin 2020, un an après sa première opération.
En janvier 2023, il annonce la fin de sa carrière à l'âge de 37 ans.

## Polémiques
La carrière de Mahiedine Mekhissi a été émaillée de plusieurs dérapages. Le 22 juillet 2011, il se bagarre avec Mehdi Baala sur la piste à l’issue de l’épreuve du 1 500 mètres lors du meeting de Monaco. Les deux sportifs sont reconnus co-responsables et condamnés à dix mois de suspension, dont cinq avec sursis et d’une mise à l’épreuve de trois ans.
Le 29 juin 2012, à l'issue de la finale des championnats d'Europe d'Helsinki, alors qu'il vient de remporter la finale, il bouscule une adolescente de 14 ans déguisée en mascotte. Bien qu'il nie avoir eu un comportement agressif, cette attitude est perçue comme une agression par le public. En 2010, aux championnats d'Europe de Barcelone, il avait déjà eu un comportement violent envers une mascotte .
Le 14 août 2014, lors de la finale du 3 000 m steeple des championnats d'Europe à Zurich, alors que Mekhissi-Benabbad est largement en tête de la course, il enlève son maillot avant l'arrivée. Ce geste étant interdit par le règlement, il est disqualifié.
Le 31 octobre 2023, dans le contexte de la guerre à Gaza, il déclare sur X qu'« Adolf Hitler est un enfant de chœur à côté de Netanyahou » et « l’Occident de vrais collabos ». La déclaration suscite de nombreux commentaires indignés sur le réseau social, la ministre des sports, Amélie Oudéa-Castéra, dénonçant des propos « nauséabonds ».

## Palmarès

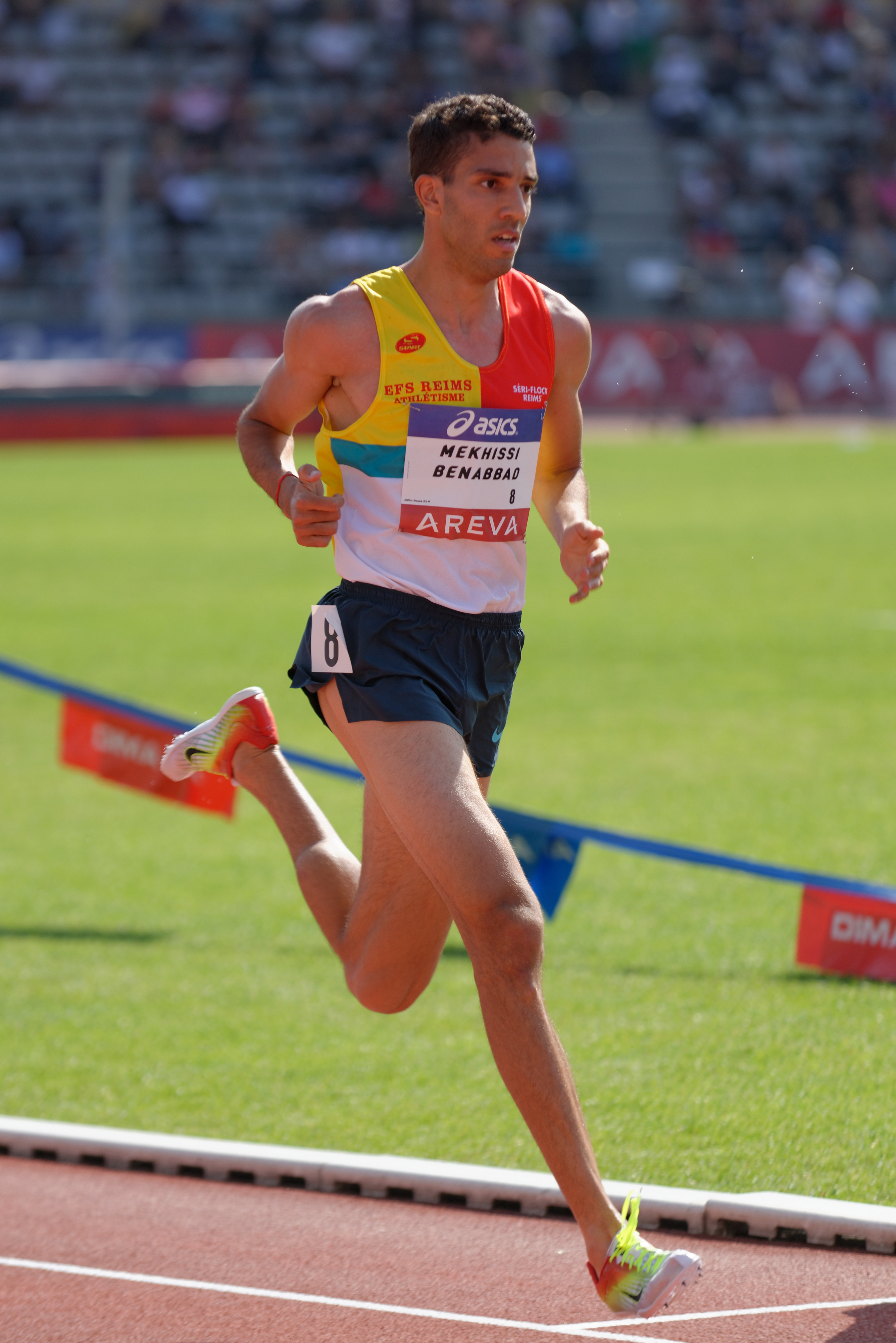
Mahiedine Mekhissi lors des championnats de France 2013.

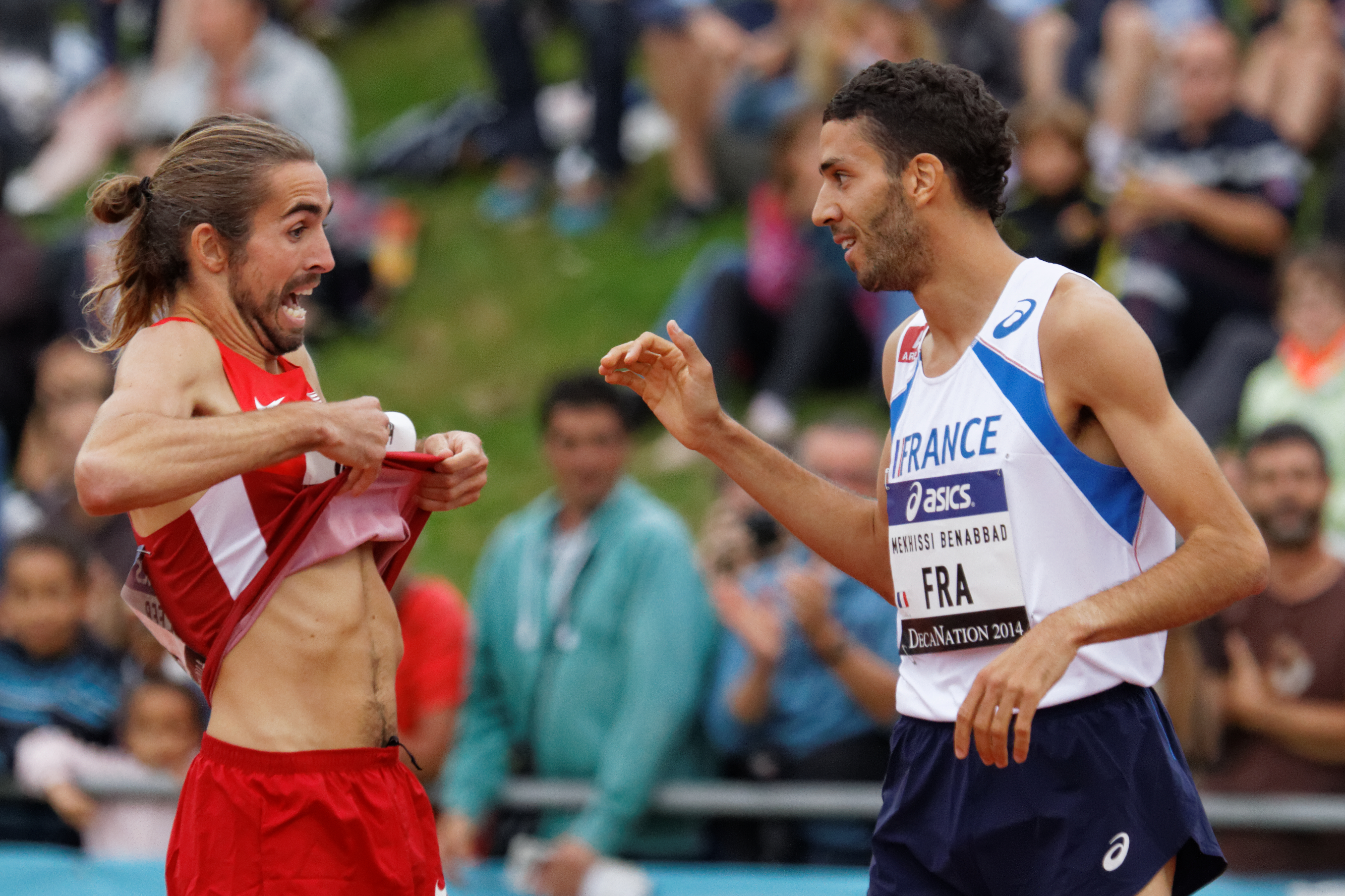
Mahiedine Mekhissi (droite) et l'Américain Will Leer lors du DécaNation 2014.

### International
| Date | Compétition                       | Lieu             | Résultat | Épreuve     | Temps         |
| ---- | --------------------------------- | ---------------- | -------- | ----------- | ------------- |
| 2006 | Coupe d'Europe                    | Malaga           | 8e       | 1 500 m     | 3 min 53 s 66 |
| 2006 | Coupe du monde des nations        | Athènes          | 8e       | 1 500 m     | 3 min 55 s 89 |
| 2007 | Coupe d'Europe                    | Munich           | 2e       | 3 000 m st. | 8 min 39 s 34 |
| 2007 | Championnats d'Europe espoirs     | Debrecen         | 1er      | 3 000 m st. | 8 min 33 s 91 |
| 2008 | Coupe d'Europe                    | Annecy           | 1er      | 3 000 m st. | 8 min 33 s 10 |
| 2008 | Jeux olympiques                   | Pékin            | 2e       | 3 000 m st. | 8 min 10 s 49 |
| 2010 | Championnats du monde en salle    | Doha             | 8e       | 1 500 m     | 3 min 45 s 22 |
| 2010 | Championnats d'Europe             | Barcelone        | 1er      | 3 000 m st. | 8 min 07 s 87 |
| 2010 | Coupe continentale                | Split            | 3e       | 1 500 m     | 3 min 09 s 96 |
| 2011 | Championnats du monde             | Daegu            | 3e       | 3 000 m st. | 8 min 16 s 09 |
| 2012 | Championnats d'Europe             | Helsinki         | 1er      | 3 000 m st. | 8 min 33 s 23 |
| 2012 | Jeux olympiques                   | Londres          | 2e       | 3 000 m st. | 8 min 19 s 08 |
| 2013 | Championnats d'Europe en salle    | Göteborg         | 1er      | 1 500 m     | 3 min 37 s 17 |
| 2013 | Championnats du monde             | Moscou           | 3e       | 3 000 m st. | 8 min 07 s 86 |
| 2014 | Championnats d'Europe             | Zurich           | 1er      | 1 500 m     | 3 min 45 s 60 |
| 2014 | Championnats d'Europe             | Zurich           | finale   | 3 000 m st. | DQ            |
| 2014 | Ligue de diamant                  | Ligue de diamant | 3e       | 3 000 m st. | détails       |
| 2014 | Coupe continentale                | Marrakech        | 3e       | 1 500 m     | 3 min 49 s 53 |
| 2016 | Championnats d'Europe             | Amsterdam        | 1er      | 3 000 m st. | 8 min 25 s 63 |
| 2016 | Jeux olympiques                   | Rio de Janeiro   | 3e       | 3 000 m st. | 8 min 11 s 52 |
| 2017 | Championnats d'Europe par équipes | Lille            | 4e       | 1 500 m     | 3 min 54 s 54 |
| 2017 | Championnats d'Europe par équipes | Lille            | 1er      | 3 000 m st. | 8 min 26 s 71 |
| 2017 | Championnats du monde             | Londres          | 4e       | 3 000 m st. | 8 min 15 s 80 |
| 2018 | Championnats d'Europe             | Berlin           | 1er      | 3 000 m st. | 8 min 31 s 66 |

### Ligue de Diamant
| Date             | Meeting             | Ville       | Epreuve        | Résultat | Temps         |
| ---------------- | ------------------- | ----------- | -------------- | -------- | ------------- |
| 19 août 2010     | Weltklasse          | Zurich      | 3 000m steeple | 8e       | 8 min 10 s 50 |
| 9 juin 2011      | Bislett Games       | Oslo        | 3 000m steeple | 4e       | 8 min 14 s 38 |
| 8 juillet 2011   | Meeting Areva       | Saint-Denis | 3 000m steeple | 1er      | 8 min 02 s 09 |
| 31 mai 2012      | Golden Gala         | Rome        | 3 000m steeple | 5e       | 8 min 10 s 96 |
| 1 juin 2013      | Prefontaine Classic | Eugene      | 3 000m steeple | 3e       | 8 min 06 s 60 |
| 6 juillet 2013   | Meeting Areva       | Saint-Denis | 3 000m steeple | 2e       | 8 min 00 s 09 |
| 29 août 2013     | Weltklasse          | Zurich      | 3 000m steeple | 4e       | 8 min 11 s 11 |
| 11 juin 2014     | Bislett Games       | Oslo        | Mile           | 5e       | 3 min 51 s 55 |
| 3 juillet 2014   | Atletissima         | Lausanne    | 1 500m         | 13e      | 4 min 09 s 30 |
| 5 septembre 2014 | Memorial Van Damme  | Bruxelles   | 3 000m steeple | 2e       | 8 min 03 s 23 |
| 27 août 2016     | Meeting Areva       | Saint-Denis | 3 000m         | 16e      | 8 min 15 s 19 |
| 9 septembre 2016 | Memorial Van Damme  | Bruxelles   | 3 000m steeple | 3e       | 8 min 08 s 15 |

### National
- Championnats de France d'athlétisme :
  - 3 000 m steeple : vainqueur en 2008, 2012, 2013, 2016 et 2018
  - 1 500 m : vainqueur en 2014

## Records
| Épreuve              | Performance   | Lieu              | Date           | Note            |
| -------------------- | ------------- | ----------------- | -------------- | --------------- |
| 1 000 m              | 2 min 17 s 14 | Tomblaine         | 26 juin 2009   |                 |
| 1 500 m              | 3 min 33 s 12 | Nancy             | 2 juillet 2013 |                 |
| 2 000 m steeple (en) | 5 min 10 s 68 | Reims             | 30 juin 2010   | Record du monde |
| 3 000 m              | 7 min 44 s 98 | Hengelo           | 30 mai 2010    |                 |
| 3 000 m steeple      | 8 min 00 s 09 | Paris Saint-Denis | 6 juillet 2013 | Record d'Europe |